# Will You Remember Me Tomorrow?
„Will You Remember Me Tomorrow?“ je píseň norské zpěvačky Margaret Berger ze druhého studiového alba Pretty Scary Silver Fairy (2006). Je druhým singlem z alba roku 2006. Píseň se nejvýše umístila na čísle 13 v Norwegian Singles Chart.

## Videoklip
Videoklip k písni byl nejprve zveřejněn na YouTube 15. listopadu 2009 v celkové délce 3 minut a 41 sekund.

## Seznam skladeb
| Pořadí | Název                          | Délka |
| ------ | ------------------------------ | ----- |
| 1.     | Will You Remember Me Tomorrow? | 3:34  |

## Žebříčky
| Žebříčky (2006)   | Nejvyšší pozice |
| ----------------- | --------------- |
| Norsko (VG-lista) | 13              |

## Historie vydání
| Země   | Datum | Formát                | Vydavatel |
| ------ | ----- | --------------------- | --------- |
| Norsko | 2006  | Digitální stažení, CD | Sony BMG  |